# アベノハル
アベノハル（Abenójar）は、スペイン、カスティーリャ＝ラ・マンチャ州シウダー・レアル県のムニシピオ（基礎自治体）。

## 地理
アベノハルはグアディアーナ川の支流のティルテアフエーラ川や、バルデアソーゲス川の支流ケヒガーレス川が形成する谷の大部分を占めている。自治体中心部は海抜612mの高度に位置する。隣接する自治体は、北がサセルエーラとルシアーナ、東がロス・ポスエーロス・デ・カラトラーバとカベサラードス、南がアルモドーバル・デル・カンポ、西がアルマデンとアルメンドラレッホスである。
自治体内にはクエバ・デ・ロス・ムニェーコス（Cueva de los Muñecos）と呼ばれる洞窟がある。

### 人口
| アベノハルの人口推移 1900－2010                         |
|                                                         |
| 出典:INE（スペイン国立統計局）1900年 - 1991年、1996年 - |

## 政治
自治体首長はカスティーリャ＝ラ・マンチャ社会党（Partido Socialista de Castilla-La Mancha、PSCM-PSOE）のロサ・マリーア・パサモンテス・ガルシーア（Rosa María Pasamontes García）で、自治体評議員は、カスティーリャ＝ラ・マンチャ社会党：5、カスティーリャ＝ラ・マンチャ国民党（Partido Popular de Castilla-La Mancha、PPCLM）：4となっている（2011年5月22日の自治体選挙結果、得票順）
| 1999年6月13日自治体選挙 |        |        |          |
| 政党                    | 得票数 | 得票率 | 獲得議席 |
| PSCM-PSOE               | 663    | 52.49% | 5        |
| PPCLM                   | 593    | 46.95% | 4        |

| 2003年5月25日自治体選挙 |        |        |          |
| 政党                    | 得票数 | 得票率 | 獲得議席 |
| PSCM-PSOE               | 671    | 57.11% | 5        |
| PPCLM                   | 494    | 42.04% | 4        |

| 2007年5月27日自治体選挙 |        |        |          |
| 政党                    | 得票数 | 得票率 | 獲得議席 |
| PPCLM                   | 584    | 50.21% | 5        |
| PSCM-PSOE               | 556    | 47.81% | 4        |

| 2011年5月22日自治体選挙 |        |        |          |
| 政党                    | 得票数 | 得票率 | 獲得議席 |
| PSCM-PSOE               | 609    | 50.58% | 5        |
| PPCLM                   | 586    | 48.67% | 4        |

### 司法行政
アベノハルはプエルトジャーノ司法管轄区に属す。